# ドクトル・チエコ
ドクトル・チエコ（ドクトルチエコとも、1924年8月23日 - 2010年1月6日）は、日本の産婦人科医、性医学評論家である。謝国権、奈良林祥とならぶ日本の性医学評論のパイオニアとして知られる。本名は木下 和子（きのした かずこ）、夫は劇作家のキノトール（本名：木下 徹）。

## 人物・来歴
帝国女子医学薬学専門学校（現在の東邦大学医学部）を卒業。1956年（昭和31年）、夫のキノトール原作の映画『牛乳屋フランキー』（監督中平康、主演フランキー堺）に、夫とともに出演している。ドクトルを名乗るが、それはMDを指しPhDの意ではない。

## 著書
- 『ドクトル・チエコ お脈拝見』木下和子 （文藝春秋新社 1954年）
- 『結婚のカルテ』（六興出版部 1958年）
- 『若さと美しさをつくる食生活』（実業之日本社 1958年）
- 『愛のカルテ』（青春出版社 青春新書 1959年）
- 『中年享楽ろん』（文陽社 1959年）
- 『満ちたりた結婚』（有紀書房 1960年）
- 『愛と性の知恵』（青春出版社 青春新書 1961年）
- 『女性美と健康の医学』（東都書房 1961年）
- 『結婚の生理』（桜桃社 1963年）
- 『愛と性の半生記』（主婦の友社 主婦の友新書 1965年）
- 『赤ちゃんメモ』（ルック社 1968年）
- 『ドクトル・チエコの赤ちゃんメモ 育児用品・心理・生活・食事・病気・その他』（池田書店 1969年）
- 『わが子の性教育 幼児から青年までの性知識』（池田書店 パイオニア・ブックス 1970年）
- 『性生活のヒント365日 誰もが気がつかないセックス秘決集』（東京スポーツ新聞社 トウスポ・ブックス 1974年）
- 『あなたの悩みを食べちゃう本 ドクトル・チエコ愛の教科書』（集英社 1977年）
- 『てれないでお母さん―思春期までの性教育』（白石書店、1981年）
- 『女の快適更年学』（海竜社、1987年）
- 『よく効くチエコ抄―40年かけて選んだほんとうに効く健康法、効かせ方の秘密』（マキノ出版ビタミン文庫、1992年
- 『ティーンズのSex医学ブック―AIDS時代の正しい知識』（池田書店、1992年）

### 共著
- 『愛の技法』杉靖三郎、堀秀彦共著 （青春出版社 1960年）
- 『愛の求めかた』広池秋子共著 （日本文芸社 1965年）

### 翻訳
- ロンバート・ケリー『ふたりのための本 結婚生活入門』（荒地出版社 1963年）

## テレビ出演
- ライオンのいただきます - 準レギュラー